# さつま町立宮之城中学校
さつま町立宮之城中学校（さつまちょうりつ みやのじょうちゅうがっこう）は鹿児島県薩摩郡さつま町の旧宮之城町域にある公立中学校。

## 概要
- 本校は、さつま町中心部の宮之城町域にあり、さつま町内全域を学区とする。
- なお、便宜上、本項では、昭和の統合までを「初代」、昭和の統合から平成の統合までを「2代」、平成の統合以降を「3代」と記述する。

## 沿革
- 1947年（昭和22年）4月1日 - 新学制制度発足により、宮之城町立宮之城中学校（初代）開校。
- 1969年（昭和44年）12月23日 - 宮之城町議会にて、宮之城（初代）・佐志・紫陽・鶴宮の4中学校を統合し、宮之城中学校（初代）を仮校舎とする宮之城中学校（2代）を新設することを決議。
- 1970年（昭和45年）
  - 4月1日 - 統合宮之城中学校（2代）開校。
  - 4月6日 - 開校式・始業式挙行。
  - 4月7日 - 入学式挙行。
- 1972年（昭和47年）9月1日 - 宮之城屋地1422番地に新校舎完成。校歌も完成し、発表会を行った。
- 1974年（昭和49年）7月2日 - 屋内体育館完成。
- 1979年（昭和54年）10月4日 - プール完工式。
- 1982年（昭和57年）3月13日 - 武道館（柔剣道場）落成。
- 1999年（平成11年）1月29日 - 武道館修復工事完了。
- 2001年（平成13年）8月31日 - パソコン40台が、パソコン室に設置。
- 2005年（平成17年）
  - 3月9日 - 自校での給食終了。
  - 3月22日 - さつま町誕生により、「さつま町立宮之城中学校」に改称。
  - 3月29日 - 職員室に新規パソコン設置。
- 2012年（平成24年）8月30日 - 学校公式ウェブサイト開設。
- 2019年（平成31年）
  - 4月1日 - 宮之城（2代）・鶴田・薩摩・山崎の4中学校を統合した、宮之城中学校（3代）が開校。校舎は、宮之城中学校（2代）を継続使用。
  - 4月8日 - 統合宮之城中学校（3代）で、開校式挙行[1]。

## アクセス
- 南国交通バス「屋地本町」バス停から、徒歩約820m・約14分。
- さつま町役場から、約1.1km・車で約2分、徒歩約17分
- 盈進小学校から、約1.1km、車で約2分、徒歩約17分。

## 出身有名人
- 太田龍（プロ野球読売ジャイアンツ選手）